# Motocross delle Nazioni 2018
Il Motocross delle Nazioni 2018 (conosciuto anche con i nomi Motocross des Nations, Motocross of Nations o MXDN), evento giunto alla settantaduesima edizione, si è disputato a Buchanan negli Stati Uniti del 5 al 7 ottobre 2018. È stato vinto dalla Francia davanti a Paesi Bassi e Regno Unito. La squadra italiana, che concluse l'evento in seconda posizione, fu successivamente squalificata a causa di un'analisi effettuata sulla moto di uno dei suoi tre piloti che confermò l'utilizzo di un tipo di benzina irregolare da parte del suo team.

## Gare

### Gara 1 (MXGP & MX2)
| Pos. | Pilota            | Moto      | Tempo   |
| ---- | ----------------- | --------- | ------- |
| 1    | Jeffrey Herlings  | KTM       | 36'14"  |
| 2    | Gautier Paulin    | Husqvarna | a 25"   |
| 3    | Jorge Prado       | KTM       | a 31"   |
| 4    | Eli Tomac         | Kawasaki  | a 40"   |
| 5    | Clément Desalle   | Kawasaki  | a 51"   |
| 6    | Antonio Cairoli   | KTM       | a 57"   |
| 7    | Dylan Ferrandis   | Yamaha    | a 1'00" |
| 8    | Hunter Lawrence   | Honda     | a 1'03" |
| 9    | Colton Facciotti  | Honda     | a 1'51" |
| 10   | Michele Cervellin | Yamaha    | a 1'54" |

### Gara 2 (MX2 & Open)
| Pos. | Pilota              | Moto      | Tempo   |
| ---- | ------------------- | --------- | ------- |
| 1    | Glenn Coldenhoff    | KTM       | 34'28"  |
| 2    | Hunter Lawrence     | Honda     | a 16"   |
| 3    | Jorge Prado         | KTM       | a 20"   |
| 4    | Ben Watson          | Yamaha    | a 21"   |
| 5    | Jeremy Seewer       | Yamaha    | a 23"   |
| 6    | Jeremy Van Horebeek | Yamaha    | a 28"   |
| 7    | Harri Kullas        | Husqvarna | a 32"   |
| 8    | Dylan Ferrandis     | Yamaha    | a 37"   |
| 9    | Justin Barcia       | Yamaha    | a 59"   |
| 10   | Mitchell Evans      | KTM       | a 1'09" |

### Gara 3 (MXGP & Open)
| Pos. | Pilota            | Moto      | Tempo   |
| ---- | ----------------- | --------- | ------- |
| 1    | Glenn Coldenhoff  | Husqvarna | 35'53"  |
| 2    | Jeffrey Herlings  | KTM       | a 3"    |
| 3    | Gautier Paulin    | Yamaha    | a 1'03" |
| 4    | Antonio Cairoli   | Yamaha    | a 1'05" |
| 5    | Alessandro Lupino | Honda     | a 1'11" |
| 6    | Max Anstie        | Husqvarna | a 1'12" |
| 7    | Eli Tomac         | Kawasaki  | s.t.    |
| 8    | Maximilian Nagl   | Husqvarna | a 1'27" |
| 9    | Ken Roczen        | Honda     | a 1'44" |
| 10   | Tommy Searle      | Yamaha    | a 1'50" |

## Classifica finale
| Pos. | Selezione Nazionale | Pilota              | Moto      | Classe | Gara 1 | Gara 2 | Gara 3 | Punti |
| ---- | ------------------- | ------------------- | --------- | ------ | ------ | ------ | ------ | ----- |
| 1    | Francia             | Gautier Paulin      | Husqvarna | MXGP   | 2      |        | 3      | 32    |
| 1    | Francia             | Dylan Ferrandis     | Yamaha    | MX2    | 6      | 8      |        | 32    |
| 1    | Francia             | Jordi Tixier        | KTM       | Open   |        | 30     | 13     | 32    |
| 2    | Paesi Bassi         | Jeffrey Herlings    | KTM       | MXGP   | 1      |        | 2      | 39    |
| 2    | Paesi Bassi         | Calvin Vlaanderen   | Honda     | MX2    | 34     |        |        | 39    |
| 2    | Paesi Bassi         | Glenn Coldenhoff    | KTM       | Open   |        | 1      | 1      | 39    |
| 3    | Regno Unito         | Tommy Searle        | Kawasaki  | MXGP   | 32     |        | 8      | 41    |
| 3    | Regno Unito         | Ben Watson          | Yamaha    | MX2    | 13     | 4      |        | 41    |
| 3    | Regno Unito         | Max Anstie          | Husqvarna | Open   |        | 12     | 4      | 41    |
| 4    | Australia           | Kirk Gibbs          | KTM       | MXGP   | 12     |        | 31     | 43    |
| 4    | Australia           | Hunter Lawrence     | Honda     | MX2    | 7      | 2      |        | 43    |
| 4    | Australia           | Mitchell Evans      | KTM       | Open   |        | 10     | 12     | 43    |
| 5    | Stati Uniti         | Eli Tomac           | Kawasaki  | MXGP   | 4      |        | 5      | 43    |
| 5    | Stati Uniti         | Aaron Plessinger    | Yamaha    | MX2    | 16     | 14     |        | 43    |
| 5    | Stati Uniti         | Justin Barcia       | Yamaha    | Open   |        | 9      | 11     | 43    |
| 6    | Belgio              | Clement Desalle     | Kawasaki  | MXGP   | 5      |        | 25     | 47    |
| 6    | Belgio              | Jago Geerts         | Yamaha    | MX2    | 11     | 16     |        | 47    |
| 6    | Belgio              | Jeremy Van Horebeek | Yamaha    | Open   |        | 6      | 9      | 47    |
| 7    | Spagna              | Jose Butron         | KTM       | MXGP   | 15     |        | 16     | 57    |
| 7    | Spagna              | Jorge Prado         | KTM       | MX2    | 3      | 3      |        | 57    |
| 7    | Spagna              | Carlos Campano      | Yamaha    | Open   |        | 20     | 20     | 57    |
| 8    | Estonia             | Tanel Leok          | Husqvarna | MXGP   | 10     |        | 17     | 63    |
| 8    | Estonia             | Hardi Roosiorg      | KTM       | MX2    | 22     | 19     |        | 63    |
| 8    | Estonia             | Harri Kullas        | Husqvarna | Open   |        | 7      | 10     | 63    |
| 9    | Germania            | Ken Roczen          | Honda     | MXGP   | 23     |        | 7      | 70    |
| 9    | Germania            | Henry Jacobi        | Husqvarna | MX2    | 35     | 23     |        | 70    |
| 9    | Germania            | Maximilian Nagl     | TM        | Open   |        | 11     | 6      | 70    |
| 10   | Canada              | Colton Facciotti    | Honda     | MXGP   | 8      |        | 24     | 90    |
| 10   | Canada              | Jess Pettis         | Yamaha    | MX2    | 19     | 18     |        | 90    |
| 10   | Canada              | Tyler Medaglia      | Yamaha    | Open   |        | 32     | 21     | 90    |